# Канталиче
Канталиче (итал. Cantalice) — коммуна в Италии, располагается в регионе Лацио, подчиняется административному центру Риети.
Население составляет 2883 человека, плотность населения составляет 78 чел./км². Занимает площадь 37 км². Почтовый индекс — 02014. Телефонный код — 0746.
Покровителем коммуны почитается святой Феликс. Праздник ежегодно празднуется 18 мая.